# ديفيد ماكفرلين
ديفيد ماكفرلين (بالإنجليزية: David McFarlane)‏ هو دراج أسترالي، ولد في 31 أغسطس 1959.

## وصلات خارجية
- ديفيد ماكفرلين على موقع أرشيف الدراجات (الإنجليزية)
- ديفيد ماكفرلين على موقع إحصائيات الدراجات الإحترافية (الإنجليزية)